# Rhytidogyne griffinii
Rhytidogyne griffinii är en insektsart som beskrevs av Heinrich Hugo Karny 1907. Rhytidogyne griffinii ingår i släktet Rhytidogyne och familjen vårtbitare. Inga underarter finns listade i Catalogue of Life.